# Fervença
Fervença ist eine Gemeinde (Freguesia) im portugiesischen Kreis Celorico de Basto. In ihr leben 1057 Einwohner (Stand 19. April 2021).

## Persönlichkeiten
- Augusto César Alves Ferreira da Silva (* 1932), Lazarist, Bischof von Tete 1972–1976, Bischof von Portalegre-Castelo Branco 1978–2004